# فاليري بويد
فاليري بويد (بالإنجليزية: Valerie Boyd)‏ هي صحفية أمريكية، ولدت في 11 ديسمبر 1963 في نوتاسولغا في الولايات المتحدة.